# 福岡出入國在留管理局
福岡出入國在留管理局（日语：／ Fukuoka shutsunyūkoku zairyū kanrikyoku */?）是一位於日本福岡縣福岡市博多區的法務省地方支分部局，負責管轄包含福岡縣在內的八個縣境內的入國事務。根據《出入國管理與難民認定法》的相關規定，該局主管的行政事務包含外國人入出國境事務、滯留、違反手續與難民相關事務的調查。

## 組織架構
- 福岡出入國在留管理局長（官職・入國審查官）
  - 次長（官職・入國審查官）
  - 總務課
  - 會計課
  - 首席審查官2人（官職・入國審查官）
    - 入國・在留審査擔當（入國・在留審查部門）
    - 審判擔當（審判部門）

  - 首席入國警備官（官職・入國警備官）
    - （警備部門）

## 下轄支局與出張所
以粗體標示者表示該出張所配屬的首席審查官目前亦兼任所長職務。
- 本局
  - 北九州出張所
  - 博多港出張所
  - 福岡機場出張所
  - 佐賀出張所
  - 長崎出張所
  - 對馬出張所
  - 熊本出張所
  - 大分出張所
  - 宮崎出張所
  - 鹿兒島出張所
- 那霸支局
  - 那霸機場出張所
  - 石垣港出張所
  - 嘉手納出張所
  - 宮古島出張所

## 外部連結
- 入国管理局ホームページ （页面存档备份，存于）
- 自動化ゲートの運用について（お知らせ） （页面存档备份，存于） 法務省入国管理局